# Bourboulenc

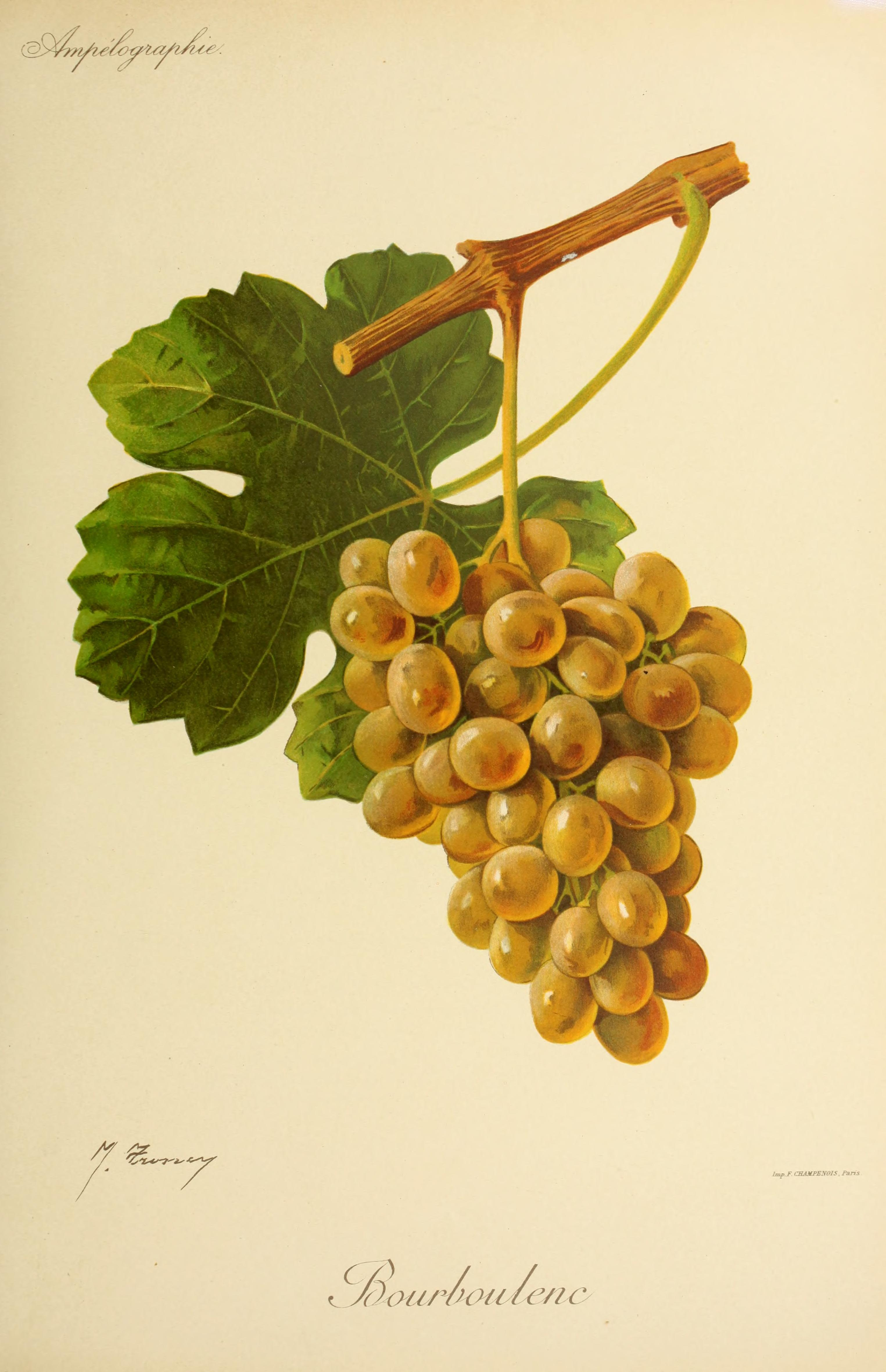
Bourboulenc-druif.

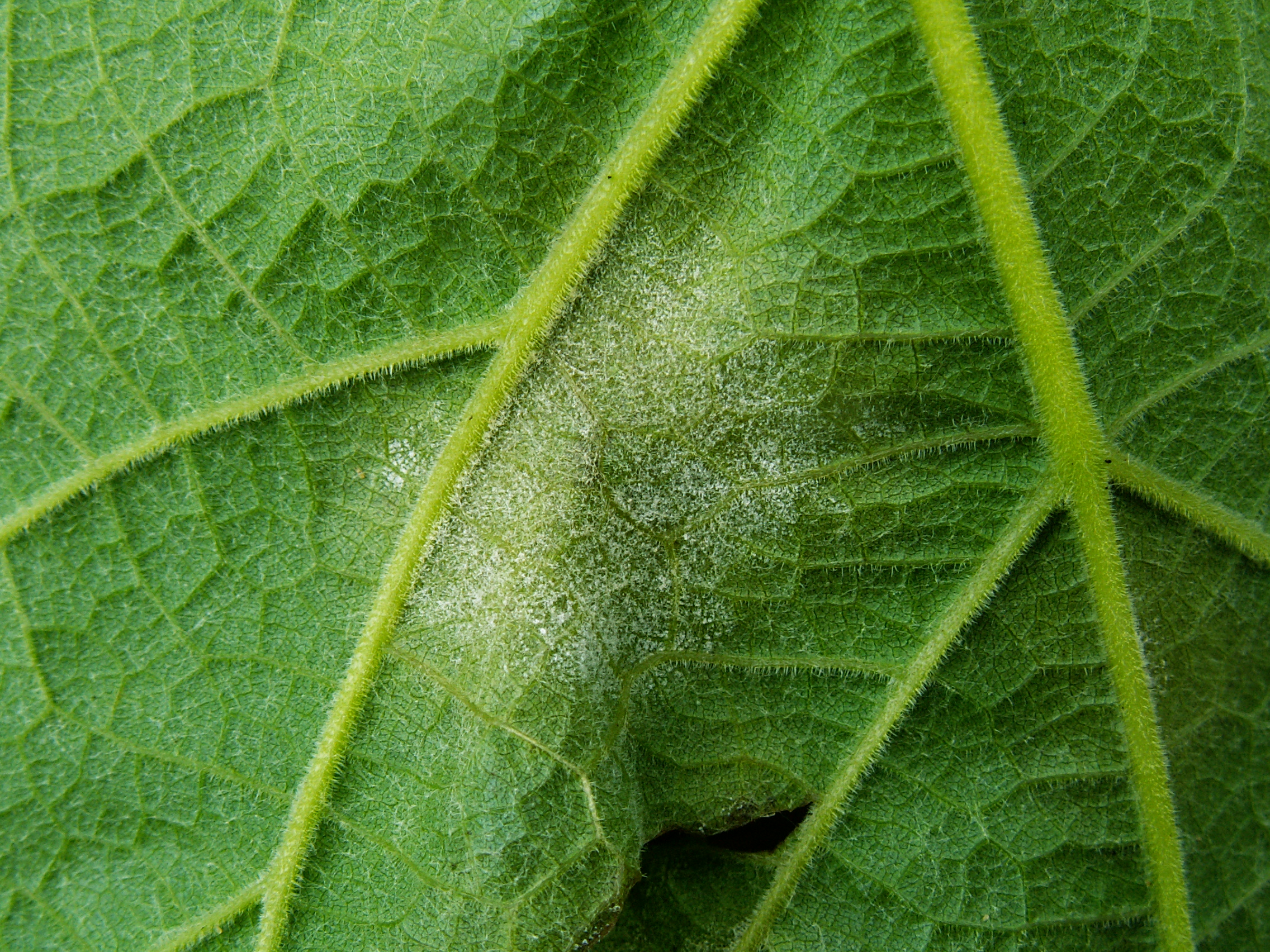
Echte meeldauw

De Bourboulenc is een oude Franse druivensoort uit het zuidoosten van Frankrijk.

## Geschiedenis
Deze variëteit uit de Vaucluse in de Provence werd voor het eerst genoemd in het begin van de 16e eeuw in Cavaillon als Borbolenques. Monniken schreven toen in het Latijn: ex bona et fertile vinea videlicet espace (...) borbolenques, hetgeen zoveel betekent als van een goede en vruchtbare wijngaard (...) borbolenques. In 1538 duikt deze druif wederom op in Avignon als Borbollenque. De naam is vermoedelijk afkomstig van  Barbolenquera, de naam van een kleine wijngaard in het dorpje Aubignan, dat vlak bij Avignon ligt. Toekomstig DNA-onderzoek moet uitwijzen hoe dit ras precies is ontstaan.    

## Kenmerken
De Bourboulenc is een langzaam rijpende druif die geschikt is voor een warm en droog klimaat. Dankzij de losse structuur van de druiventros en de dikke schil heeft deze druif geen last van grauwe schimmel (Botryotinia fuckeliana). Wel is er grote gevoeligheid voor echte meeldauw.
Het alcoholpercentage is niet al te hoog en blijft beperkt tot 12 of 12,5. De wijn is niet overdreven aromatisch, maar de citrustonen zijn onmiskenbaar. Bij een late oogst krijgt dit ras ook wat rokerige aroma's mee. Ondanks de warmte blijft de zuurtegraad op een acceptabel niveau, waardoor het een aangename en frisse dorstlesser blijft. 

## Gebieden
Buiten Frankrijk komt deze druif eigenlijk niet voor. In 2008 was er nog maar een aangeplant oppervlak van ruim 600 hectare. Verder komt deze druif voor in een aantal blends in meerdere Appellations, zoals Tavel, Bandol, Châteauneuf-du-Pape en Costières de Nîmes. Het percentage in deze blends komt echter zelden boven de 20 tot 30 uit.  

## Synoniemen[1]
- Berlou Blanc
- Blanquette
- Blanquette du Frontonnais
- Blanquette du Gard
- Blanquette Menue
- Bourbojlanc
- Bourboulenco
- Bourboulene

- Bourbouleng
- Bourboulenque
- Bourbounenco
- Burbulen
- Clairete Dorée a Paulhan
- Clairette a Grains Ronds
- Clairette Blanche
- Clairette Dorée

- Clairette Grosse
- Clairette Rousse
- Clairette Rousse du Var
- Doucillon
- Frappad
- Grosse Clairette
- Malvoisie
- Malvoisie à la Clape

- Mourterille
- Ondenc
- Picardan
- Roussaou
- Roussette
- Roussette du Vaucluse